# Championnat du Luxembourg de football 1928-1929
Navigation
Saison précédente Saison suivante
La saison 1928-1929 du Championnat du Luxembourg de football était la 19e édition du championnat de première division au Luxembourg. Huit clubs sont regroupés au sein d'une poule unique où ils se rencontrent deux fois, à domicile et à l'extérieur. En fin de saison, les deux derniers du classement sont relégués et remplacés par les deux meilleurs clubs de Promotion d'Honneur, la deuxième division luxembourgeoise.

C'est le club du CA Spora Luxembourg, tenant du titre, qui remporte à nouveau le championnat en terminant en tête du classement final, avec un seul point d'avance sur le CS Fola Esch et 2 sur les Red Boys Differdange. C'est le 3e titre de champion du Luxembourg du club, qui manque le doublé en s'inclinant en finale de la Coupe du Luxembourg face aux Red Boys.

## Les 8 clubs participants
| - CA Spora Luxembourg - Red Black Pfaffenthal - Red Boys Differdange - Jeunesse d'Esch - Fola Esch - Progrès Niedercorn - Promu de Division d'Honneur - AS Differdange - Promu de Division d'Honneur - Stade Dudelange |

## Compétition

### Classement
Le barème utilisé pour établir le classement est le suivant :
- Victoire : 2 points
- Match nul : 1 point
- Défaite, forfait ou abandon : 0 point

| Rang | Équipe                   | Pts | J  | G | N | P  | Bp | Bc | Diff |  | Résultats (▼ dom., ► ext.) | Spo | Fol | RBD | Jeu | Nie | Pfa | ASD | Dud |
| ---- | ------------------------ | --- | -- | - | - | -- | -- | -- | ---- |  | -------------------------- | --- | --- | --- | --- | --- | --- | --- | --- |
| 1    | CA Spora Luxembourg (T)  | 19  | 14 | 7 | 5 | 2  | 42 | 22 | +20  |  | CA Spora Luxembourg (T)    |     | 6-1 | 2-2 | 4-2 | 7-1 | 1-1 | 3-0 | 4-1 |
| 2    | CS Fola Esch             | 18  | 14 | 8 | 2 | 4  | 33 | 32 | +1   |  | CS Fola Esch               | 3-1 |     | 2-2 | 3-2 | 4-3 | 1-2 | 4-1 | 3-1 |
| 3    | Red Boys Differdange (C) | 17  | 14 | 6 | 5 | 3  | 33 | 19 | +14  |  | Red Boys Differdange (C)   | 1-1 | 4-0 |     | 5-2 | 1-3 | 4-0 | 1-1 | 5-1 |
| 4    | Jeunesse d'Esch          | 15  | 14 | 6 | 3 | 5  | 27 | 27 | 0    |  | Jeunesse d'Esch            | 1-1 | 2-1 | 2-1 |     | 3-1 | 2-2 | 1-1 | 2-0 |
| 5    | Progrès Niedercorn (P)   | 14  | 14 | 5 | 4 | 5  | 33 | 34 | -1   |  | Progrès Niedercorn (P)     | 2-4 | 2-2 | 4-3 | 4-1 |     | 1-2 | 2-2 | 0-0 |
| 6    | Red Black Pfaffenthal    | 13  | 14 | 4 | 5 | 5  | 20 | 25 | -5   |  | Red Black Pfaffenthal      | 2-2 | 1-2 | 0-2 | 1-2 | 2-2 |     | 2-0 | 2-0 |
| 7    | AS Differdange (P)       | 11  | 14 | 4 | 3 | 7  | 22 | 29 | -7   |  | AS Differdange (P)         | 2-4 | 2-3 | 0-1 | 2-0 | 1-5 | 3-0 |     | 3-1 |
| 8    | Stade Dudelange          | 5   | 14 | 1 | 3 | 10 | 19 | 41 | -22  |  | Stade Dudelange            | 3-2 | 3-4 | 1-1 | 1-5 | 2-3 | 3-3 | 2-4 |     |

## Bilan de la saison
| Championnat du Luxembourg de football 1928-1929 |                                |
| Champion                                        | CA Spora Luxembourg (3e titre) |
| Coupes et trophées                              |                                |
| Vainqueur de la Coupe du Luxembourg 1928-1929   | Red Boys Differdange           |
| Promotions et relégations                       |                                |
| Promus en Première Division                     | Union Luxembourg               |
| Promus en Première Division                     | US Dudelange                   |
| Relégués en Division d'Honneur                  | AS Differdange                 |
| Relégués en Division d'Honneur                  | Stade Dudelange                |